# Yohei Toyoda
Yohei Toyoda (Komatsu, Prefectura d'Ishikawa, Japó, 11 d'abril de 1985) és un futbolista japonès. Va disputar 8 partits amb la selecció del Japó.